# Gelbschnabelente

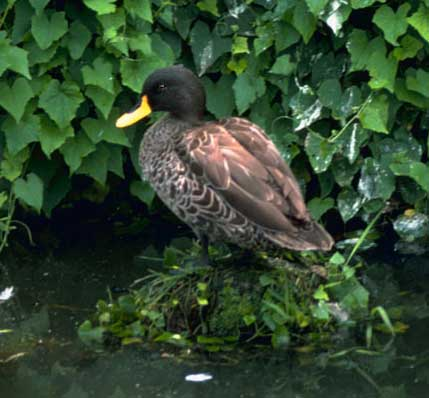
Gelbschnabelenten zählen zu den häufigsten Entenvögeln in der offenen Savannenlandschaft Afrikas.

Die Gelbschnabelente (Anas undulata) ist eine Art aus der Familie der Entenvögel. Sie zählt zu den häufigsten Entenvögeln der offenen Savannenlandschaften Afrikas.

## Erscheinungsbild
Gelbschnabelenten ähneln in Größe und Gestalt den Stockenten. Sie erreichen ein durchschnittliches Gewicht von etwa 900 Gramm. Die Art zeigt nur einen gering ausgeprägten Geschlechtsdimorphismus. Das Männchen ist ein wenig größer und zeichnet sich durch einen längeren Hals aus. Am Kopf ist das Gefieder stärker gestrichelt und wirkt deshalb insgesamt etwas dunkler.
Das Dunenkleid der Gelbschnabelküken gleicht dem der Stockenten.

## Unterarten
Innerhalb der Art werden zwei weitere Unterarten unterschieden:
- die Helle Gelbschnabelente (A. u. undulata Dubois, CF, 1839)[1]. Sie hat ein relativ auffällig hellgrau gefiedertes Mantelgefieder und ist die Nominatform.
- die Dunkle Gelbschnabelente (A.u. rueppelli Blyth, 1855)[2], die dagegen ein schmal bräunlich gesäumtes Mantelgefieder aufweist.

## Verbreitung, Lebensraum und Bestand
Weder die Helle noch die Dunkle Gelbschnabelente sind in ihrem Bestand bedroht. Die helle Unterart siedelt an den Seen in der offenen Savannenlandschaft Afrikas. Sie ist besonders häufig im östlichen Südafrika zu sehen, wo etwa 60.000 Individuen überwintern.
Die dunkle Unterart lebt in kleinen Populationen im äthiopischen Hochland und kommt dort im Hochgebirge bis fast 4.000 Meter über Meeresspiegel vor. Sie lebt außerdem an ostafrikanischen Gewässern.

## Fortpflanzung
Gelbschnabelenten bauen ihre Nester bevorzugt auf trockenem Grund unter Sträuchern. Das Gelege umfasst etwa zehn bis zwölf cremefarbene Eier, die 27 bis 29 Tage bebrütet werden. Die Küken wechseln aus dem Dunenkleid in das Jugendkleid ab dem 22. Lebenstag und zeigen bereits in ihrer zehnten Lebenswoche erste Flugübungen. Geschlechtsreif sind Jungvögel bereits vor dem Abschluss des ersten Lebensjahres.

## Nahrung
Gelbschnabelenten leben überwiegend von Wildgräsern und Wasserpflanzen. In Regionen, wo Ackerbau betrieben wird, fallen sie gegen Abend auch auf den Getreidefeldern ein. Die Nahrung der Jungvögel besteht außerdem zu einem sehr großen Anteil aus Insektenlarven.

## Gelbschnabelente als Ziergeflügel
Gelbschnabelenten werden seit mehr als 150 Jahren als Ziergeflügel gehalten. Einer der ersten Zoos, die diese Art hielt und nachzüchtete, war 1853 der Zoo in London. Die erste Zucht innerhalb Deutschlands gelang dem Zoo in Berlin 1881. In der Regel wird die Helle Gelbschnabelente gehalten.
Gelbschnabelenten gelten als robust und winterhart und einfach zu halten. Da sie jedoch Stockenten ähneln, stießen sie auf wenig züchterisches Interesse, so dass die Tiere, die in Europa gehalten wurden, stark von Inzucht geprägt sind. Für einen langfristigen Fortbestand der Zucht ist man derzeit auf Wildimporte angewiesen. Als problematisch gilt außerdem, dass Gelbschnabelenten sich sehr einfach mit anderen Entenarten wie beispielsweise Stockenten kreuzen lassen. Um dies zu verhindern, wird die Haltung in Volieren empfohlen. Volierenhaltung verhindert außerdem, dass Gelbschnabelenten sich als Gefangenschaftsflüchtlinge in die europäischen Wildentenbestände einkreuzen.
Gelbschnabelenten lassen sich unter anderem im Tierpark Hagenbeck beobachten.